# Selección juvenil de rugby de Guatemala
La selección juvenil de rugby de Guatemala es el equipo nacional de rugby regulado por la Asociación Guatemalteca de Rugby.
Está afiliado a Sudamérica Rugby y participa en competencias oficiales desde el año 2017.

## Participación en copas

### Sudamericano BM19
- Tres Ríos 2018: 3º puesto[2]

### Sudamericano CM18
- San José 2017: 2° puesto[3]